# Adina Mandlová

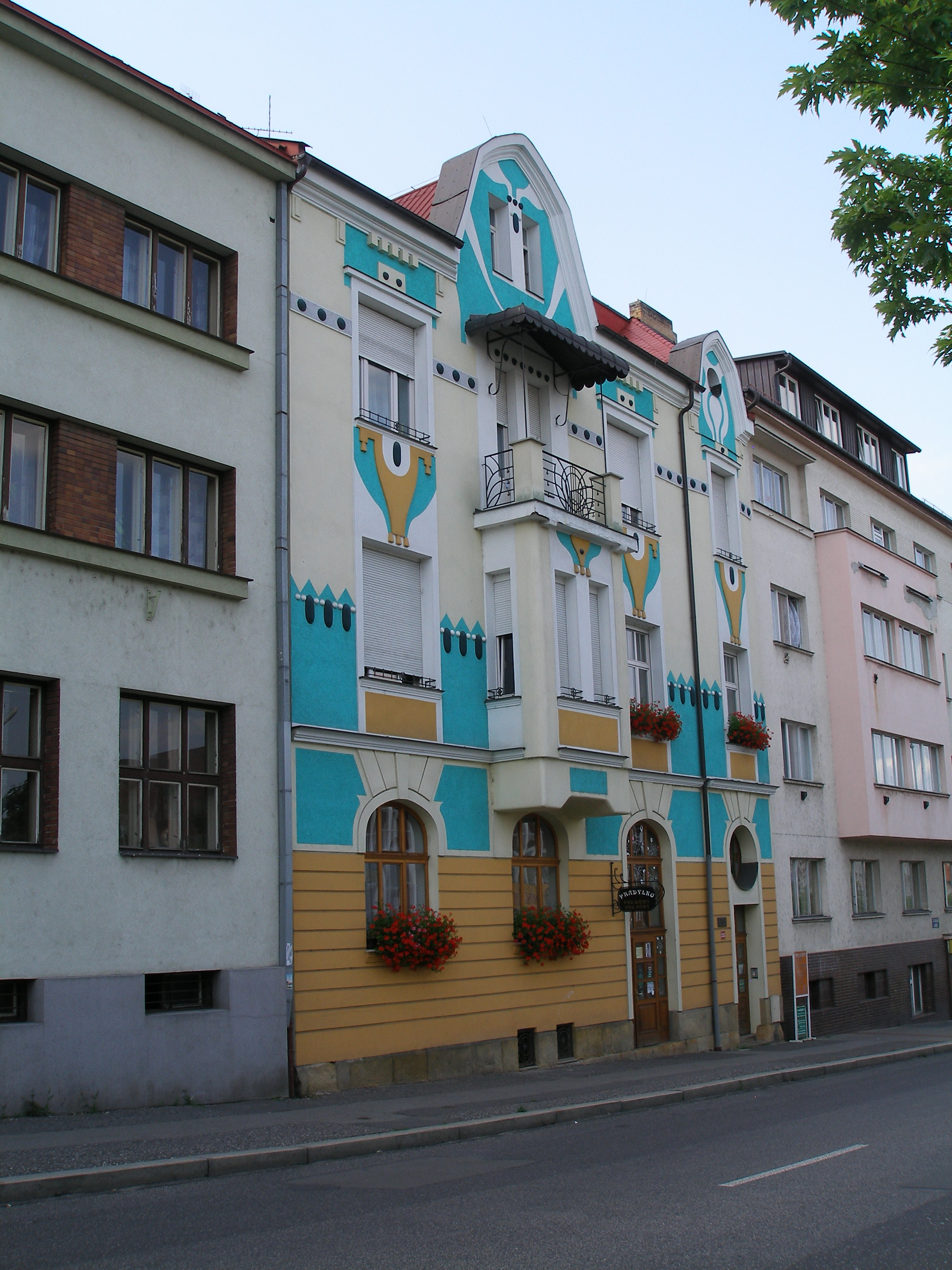
Casa natală a Adinei Mandlová din Mladá Boleslav

Adina Mandlová, nume real Jarmila Anna Františka Marie Mandlová, cunoscută în Germania Nazistă sub pseudonimul Lil Adina (n. 28 ianuarie 1910, Mladá Boleslav, Republica Socialistă Cehă, Cehoslovacia – d. 16 iunie 1991, Příbram, Republica Cehă și Slovacă, Cehia) a fost o actriță cehă de teatru și film. A fost una dintre vedetele principale ale cinematografiei cehe din anii 1930 și 1940 și un sex simbol al anilor 1930. A fost implicată într-o serie de scandaluri și aventuri amoroase.

## Biografie

### Primii ani
S-a născut ca Jarmila Anna Františka Marie Mandlová într-o familie de clasă mijlocie din Mladá Boleslav. Tatăl ei, Jan Mandl, a fost un pianist talentat care dorea să studieze muzica la Viena, dar când tatăl acestuia a murit, a devenit inspector șef al căilor ferate de stat. Jan s-a căsătorit cu prima sa soție și a avut doi fii – Jan și Karel. Când soția sa a murit de tuberculoză, s-a căsătorit cu mama Adinei Mandlová, Anna Krýžová. Aceasta era fiica unui hangiu din Mladá Boleslav. Împreună au avut un fiu, Jiří și, în cele din urmă, o fiică Adina. Tatăl ei i-a ales numele inspirat din opera italiană L'elisir d'amore (Elixirul dragostei) de Gaetano Donizetti. Acesta a pus-o pe Adina să asculte muzică clasică și să cânte la pian. La vârsta de 7 ani, tatăl ei a murit de gripă spaniolă. După moartea sa, mama ei i-a cerut să nu mai cânte la pian. Familia a avut probleme financiare, așa că mama ei fura mâncare din grădina vecinului lor Václav Klement⁠(d). După aceea, mama ei a închiriat studenților camere în casa lor. Adina a fost trimisă să studieze la un internat din Franța la Paris, dar a fost expulzată înainte de absolvire. A rămas însărcinată acolo și a făcut un avort. S-a întors acasă și a devenit secretară. Cariera ei în cinematografie a început în 1932 datorită unui mic rol în filmul Děvčátko, neříkej ne!, unde a interpretat rolul unui fotomodel. În 1932 l-a cunoscut pe actorul Hugo Haas, care i-a devenit partener. A distribuit-o în filmul său Život je pes (Viața este un câine) în 1933. A lucrat ca fotomodel pentru un designer de modă, Ulli Rosenbaum. Haas a făcut-o să refuze rolul principal din filmul lui Gustav Machatý⁠(d) Extase (1933), care a făcut-o celebră pe Hedy Lamarr. S-au despărțit în 1937. Filmul Holka nebo kluk? (1938) a avut un mare succes comercial și a transformat-o în actrița principală a Cehoslovaciei.
La sfârșitul anilor 1930 și începutul anilor 1940, a făcut cele mai bune filme ale ei pe cont propriu – Panenství, Kouzelný dům⁠(d) sau Noční motýl. La începutul anilor 1940 și în timpul celui de-al Doilea Război Mondial, Mandlová s-a întâlnit cu regizorul german Willy Söhnel de la Studiourile Barrandov. După un zvon fals că s-ar fi întâlnit și cu un Reichsprotektor⁠(d), Karl Hermann Frank⁠(d), imaginea ei publică a avut de suferit. I s-a cerut să joace într-un film german Ich vertraue Dir meine Frau an în 1942. Ea a acceptat oferta după ce actorul Heinz Rühmann a venit să o cunoască. Joseph Goebbels i-a spus că Hitler nu a fost de acord cu numele care sună slav în filmele germane și că numele „Mandl” suna prea evreiesc. A doua zi, Mandlová a aflat că va fi cunoscută sub numele de Lil Adina, nume pe care Goebbels l-a ales personal pentru ea. După ce filmările s-au terminat, Frank i-a trimis o scrisoare lui Goebbels în care a afirmat că Mandlová nu ar trebui să mai fie distribuită în filme germane. În urma scrisorii, a fost inclusă pe lista neagră a cinematografiei germane și cehe și a jucat doar în teatru. S-a căsătorit cu un pictor și comunist înflăcărat, Zdeněk Tůma⁠(d), pentru a reduce la tăcere zvonurile despre relația ei cu Frank. În 1943, a fost distribuită în următorul ei film Šťastnou cestu, o dramă regizată de Otakar Vávra. După ce soțul ei s-a sinucis, ea a avut o criză. În 1944 s-a îndrăgostit de un actor căsătorit, Vladimír Šmeral⁠(d), colegul ei de la teatru. A rămas însărcinată, dar după ce Šméral a fost dus într-un lagăr de concentrare și a aflat că plănuia să rămână alături de soția sa, ea a suferit un avort spontan. Cu toate acestea, ea a ajutat la ascunderea lui Šméral până la sfârșitul războiului, după ce a evadat din lagărul de concentrare. După război, Mandlová a fost arestată pentru suspiciunea că a fost cetățean german. Ea a fost acuzată de colaborare și a primit două luni de închisoare.

### Cariera în Marea Britanie
I s-a oferit un rol în filmul lui Basil Dearden,⁠(d) Saraband for Dead Lovers, dar ministrul comunist al informațiilor, Václav Kopecký,⁠(d) a refuzat să-i elibereze un pașaport. S-a căsătorit cu un inginer de zbor ceh Josef Kočvárek, care avea cetățenie britanică și s-a mutat în Marea Britanie în 1947. Acolo și-a continuat cariera în actorie, însă cu un succes moderat. În 1948, a jucat în filmul The Fool and the Princess, regizat de William C. Hammond. Astfel s-a îndrăgostit de  Bruce Lester⁠(d) și a divorțat. Lester s-a mutat curând înapoi la Hollywood, iar Mandlová a rămas în Anglia. Mai târziu s-a întâlnit cu producătorul Alexander Korda. S-a căsătorit cu un englez bogat pe nume Geoffrey, dar a regretat imediat și căsătoria s-a încheiat cu un divorț după doi ani. În 1950, Mandlová s-a îmbolnăvit de tuberculoză și a plecat pentru a se trata în Elveția. Apoi a lucrat la Radio Europa Liberă și mai târziu ca secretară a unui designer de modă, Ben Pearson, cu care s-a căsătorit în 1954. În anii 1960, a avut roluri minore în serialele TV britanice ca Ghost Squad (în episodul „Rich Ruby Wine”) și Sfântul (în episodul „The Rhine Maiden”) și a continuat să joace în teatru. De asemenea, a început să sculpteze.

### Ultimii ani
Ulterior, s-a retras cu Pearson în Malta, unde și-a scris autobiografia, Dnes se tomu směju, în 1977. În 1981, cei doi s-au mutat în Canada. După moartea soțului ei, Mandlová, deja foarte bolnavă, s-a mutat înapoi în Cehoslovacia în 1991.

## Filmografie
- Děvčátko, neříkej ne! (1932) – Model
- Diagnosa X (1933) – Helena
- Life Is a Dog⁠(d) (1933) – Eva Durdysová
- V tom domečku pod Emauzy (1933) – Apolenka Dudková / Komtesa Lubecká
- The Little Pet⁠(d) (1934) – Marcella Johnová
- Nezlobte dědečka⁠(d) (1934) – Liduška
- Long Live with Dearly Departed⁠(d) (1935) – Alice Machová
- Svatá lež (1935)
- The Comedian's Princess⁠(d) (1936) – Lexová
- The Seamstress⁠(d) (1936) – Mici, Lorraine's lover
- Děvčata, nedejte se! (1937) – Vlasta
- Rozkošný příběh (1937) – Eva Randová
- Morality Above All Else⁠(d) (1937) – Eva Karasová, daughter
- The World Is Ours⁠(d) (1937) – Markétka, newscaster
- Poručík Alexander Rjepkin (1937) – Mathilda von Kiesewetter
- Virginity⁠(d) (1937) – Lili
- Blackmailer⁠(d) (1937) – Máša Lírová
- Kvočna (1937) – Katynka Svatá
- Harmonika (1937) – Elsa, Müller's girlfriend
- Důvod k rozvodu (1937) – Helena
- Krok do tmy⁠(d) (1938) – Eva Hallerová
- Ducháček Will Fix It⁠(d) (1938) – Julie z Rispaldic
- Svatební cesta (1938) – Káťa Holanová
- Druhé mládí (1938) – Fan Tobisová
- Bilá vrána (1938) – Jana Dubanská
- The Merry Wives⁠(d) (1938) – Rozina
- U pokladny stál...⁠(d) (1939) – Věra
- Camel Through the Eye of a Needle⁠(d) (1939) – Nina Štěpánová
- Nevinná (1939) – Jarmila Černá-Nováková
- Christian⁠(d)' (1939) – Zuzana Rendlová
- Hvězda z poslední stace (1939) – Emilka
- The Magic House⁠(d) (1939) – Marie Ungrová
- Holka nebo kluk? (1939) – Ada Bártů
- The Catacombs⁠(d) (1940) – Nasťa Borková
- Dva týdny stěstí (1940) – Marta
- The Minister's Girlfriends⁠(d) (1940) – Julie Svobodová
- Pacientka Dr. Hegla⁠(d) (1940) – Karla Janotová
- Blue Star Hotel⁠(d) (1941) – Milada Landová
- Nocturnal Butterfly⁠(d) (1941) – Anča, called Kiki
- From the Czech Mills⁠(d) (1941) – Lola
- Těžký život dobrodruha (1941) – Helena Rohanová
- Okouzlená⁠(d) (1942) – Milada Jánská
- The Great Dam⁠(d) (1942) – Irena Berková
- Šťastnou cestu⁠(d) (1943) – Helena Truxová
- I Entrust My Wife to You⁠(d) (1943) – Ellinor Deinhardt
- Bláhový sen (1943) – Dida Kanská-Valentová
- Sobota (1945) – Luisa Herbertová
- The Fool and the Princess⁠(d) (1949) – Moura
- Summer Day's Dream (1949) – Irina Shestova
- The Master Builder (1950) – Hilda Wangel